# So long ! (日本電視劇)
《So long !》是日本電視台系列由2013年2月11日至2月13日的3夜以連續形式播放的1話完結特別連續劇。

## 概要
- 由AKB48的Team A（第1話）、Team K（第2話）、Team B（第3話）的成員出演1話完結的電視劇3夜連續播放。
- 在「你會為AKB48哭泣嗎」的概念下，以喜悅的淚水、悲傷的淚水、憤怒的淚水、幸福的淚水等的故事構成。
- 第3夜播放後直播的《AKBINGO!》内利用數碼播放，觀眾能進行投票選出「最好的作品」和「最好演技的成員」[1]。優勝隊伍能獲得2013年4月開始在日本電視台播放的由福田雄一導演與編劇的喜劇作品演出權。投票的結果，最優秀女優賞是島崎遥香，最優秀作品賞是第3夜（Team B），而作為優勝獎勵的，則是自4月13日開播的Team B冠名綜藝節目《週六夜兒童機器》（サタデーナイトチャイルドマシーン）。

## 角色

### 第1夜（Team A）
- 川上 双葉（かわかみ ふたば） - 渡邊麻友（2005年：石井萌々果）

櫻乃台高校2年A組的學生，2013年的放送部員。
- 原 樹里絵（はら きりえ） - 篠田麻里子

双葉參加芭蕾舞教室的教練。
- 森沢 直澄（もりさわ なおずみ） - 須賀健太

櫻乃台高校的學生，2005年的放送部員。
- 古賀 茜（こが あかね） - 高橋みなみ

櫻乃台高校的教師，是双葉2年A組的班主任。担当科目是英語。
- 津田 朋絵（つだ ともえ） - 横山由依（NMB48 Team N兼任）

樹里繪担当教練的芭蕾舞教室的學生。
- 牧野 理子（まきの りこ） - 川榮李奈

樹里繪担当教練的芭蕾舞教室的學生。
- 宮内 夕希（みやうち ゆうき） - 入山杏奈

樹里繪担当教練的芭蕾舞教室的學生。
- 井上 真子（いのうえ まこ） - 田野優花

樹里繪担当教練的芭蕾舞教室的學生。
- 鈴木 照男（すずき てるお） - 大杉漣

櫻乃台高校的教師兼放送部的顧問。

#### 其他出演者
- Team A：伊豆田莉奈、岩田華怜、菊地あやか、小谷里步（NMB48 Team N兼任）、小林茉里奈、佐藤すみれ、高橋朱里、中塚智實、仲俣汐里、仁藤萌乃、松井咲子、森川彩香
- 西原信裕、本橋由香、小島一華、米山実来、平田沙織（東京シティ・バレエ団）、古藤舞（東京シティ・バレエ団）、松本佳織（東京シティ・バレエ団）
- A-Team academy、オーシャンズ、グローバルエンターテインメントカレッジ

### 第2夜（Team K）
- 倉林 美帆（くらばやし みほ） - 大島優子

就讀櫻陽学園音樂大学鋼琴科的4年級生。
- 倉林 翼（くらばやし つばさ） - 松井珠理奈（SKE48 Team S兼任）

從實家上京，美帆的妹妹。
- 岡島 亘（おかじま わたる） - 本鄉奏多

美帆的男朋友。但是，與妹妹翼用共通的話題來連絡，逐漸成為朋友。
- 都幾川 愛（ときがわ あい） - 板野友美

櫻陽学園音楽大学音樂大学鋼琴科的4年級生，與美帆、千春、加奈子是關係良好的朋友。
- 東 加奈子（ひがし かなこ） - 北原里英（SKE48 Team S兼任）

櫻陽学園音楽大学音樂大学鋼琴科的4年級生，與美帆、愛、千春是關係良好的朋友。
- 松木 千春（まつき ちはる） - 倉持明日香

櫻陽学園音楽大学音樂大学鋼琴科的4年級生，與美帆、愛、加奈子是關係良好的朋友。
- 倉林 淳子（くらばやし あつこ） - 高橋ひとみ

養育美帆和翼的母親。

#### 其他出演者
- Team K：秋元才加、阿部マリア、内田真由美、小林香菜、佐藤亞美菜、島田晴香、鈴木紫帆里、近野莉菜、永尾まりや、中田ちさと、仲谷明香、藤田奈那、前田亞美、松原夏海、宮崎美穂
- 池田稔、井上翔、栗本有規、紺野相龍、畑芽育
- A-Team academy、ウェスタ、グローバルエンターテインメントカレッジ

### 第3夜（Team B）
- 橋本 飛鳥（はしもと あすか） - 島崎遥香

櫻香女子学園3年B組的學生。
- 神田 サキ（かんだ サキ） - 渡邊美優紀（NMB48 Team N兼任）

櫻香女子学園3年B組的學生，與飛鳥是朋友羽毛球部的同伴。
- 白坂 えりな（しらさか えりな） - 山内鈴蘭

櫻香女子学園3年B組的學生，與飛鳥是朋友羽毛球部的同伴。羽毛球部所屬時是擔任經理人。
- 島村 綾（しまむら あや） - 加藤玲奈

櫻香女子学園3年B組的學生，與飛鳥是朋友。
- 早乙女 麻美（さおとめ まみ） - 大場美奈

飛鳥・サキ・えりな・美月在中学校時代的同班同學，初中期間討厭4人。
- 大久保 夏海（おおくぼ なつみ） - 竹内美宥

櫻香女子学園3年B組的學生。
- 渡瀬 美月（わたせ みつき） - 峯岸みなみ[2]

櫻香女子学園3年B組的學生，與飛鳥是朋友羽毛球部的同伴。
- 菊池 実花（きくち みか） - 梅田彩佳

櫻香女子学園的教師，薫辭職後作為繼任3年B組的班主任而擔當飛鳥班上的事情。與薫是同事的教師。
- 後藤 翠（ごとう みどり） - 柏木由紀

櫻香女子学園的教師，是飛鳥所屬羽毛球部的顧問。與薫是学園的同事亦是同期的教師。
- 小宮山 薫（こみやま かおる） - 小嶋陽菜

櫻香女子学園的教師，是飛鳥3年B組的班主任。

#### 其他出演者
- Team B：石田晴香、市川美織、岩佐美咲、大家志津香、片山陽加、小嶋菜月、小森美果、田名部生来、中村麻里子、名取稚菜、野中美鄉、藤江れいな、AKB48研究生
- 朝倉えりか
- A-Team academy、OFFICE101、グローバルエンターテインメントカレッジ、ジャパンエンターテインメントアカデミー

## 播放日・副標題
|       | 播放日        | 播放時間      | 副標題                             | 演出     |
| ----- | ------------- | ------------- | ---------------------------------- | -------- |
| 第1夜 | 2013年2月11日 | 24:18 - 25:13 | Team A成員出演「恋愛和友情的故事」 | 大塚恭司 |
| 第2夜 | 2013年2月12日 | 23:58 - 24:53 | Team K成員出演「姊妹的故事」       | 松原浩   |
| 第3夜 | 2013年2月13日 | 23:58 - 24:53 | Team B成員出演「教師和學生的故事」 | 西野真貴 |

## 工作人員
- 原作：秋元康
- 腳本：桑村さや香
- 監督：大塚恭司、松原浩、西野真貴
- 編成企劃：石尾純、植野浩之
- 總括製作人：神蔵克
- 首席製作人：大平太
- 製作人：西野真貴、渡邉浩仁（日テレアックスオン）、柳内久仁子（日テレアックスオン）
- 製作：日テレアックスオン
- 企劃・制作：日本電視台
- 製作著作：日本電視台／VAP

## 音樂
主題曲
- 「So long !」AKB48（You, Be Cool! / KING RECORDS）

## 播放電視台
| 播放對象地域   | 播放電視台                            | 系列                                                 |
| -------------- | ------------------------------------- | ---------------------------------------------------- |
| 關東廣域圏     | 日本電視台（NTV） 『So long !』制作局 | 日本電視台系列局                                     |
| 北海道         | 札幌電視台（STV）                     | 日本電視台系列局                                     |
| 青森縣         | 青森放送（RAB）                       | 日本電視台系列局                                     |
| 岩手縣         | 岩手電視台（TVI）                     | 日本電視台系列局                                     |
| 宮城縣         | 宮城電視台（MMT）                     | 日本電視台系列局                                     |
| 秋田縣         | 秋田放送（ABS）                       | 日本電視台系列局                                     |
| 山形縣         | 山形放送（YBC）                       | 日本電視台系列局                                     |
| 福島縣         | 福島中央電視台（FCT）                 | 日本電視台系列局                                     |
| 山梨縣         | 山梨放送（YBS）                       | 日本電視台系列局                                     |
| 新潟縣         | TV新潟放送網（TeNY）                  | 日本電視台系列局                                     |
| 長野縣         | 信州電視台（TSB）                     | 日本電視台系列局                                     |
| 静岡縣         | 静岡第一電視台（SDT）                 | 日本電視台系列局                                     |
| 富山縣         | 北日本放送（KNB）                     | 日本電視台系列局                                     |
| 石川縣         | 金澤電視台（KTK）                     | 日本電視台系列局                                     |
| 福井縣         | 福井放送（FBC）                       | 日本電視台系列局／朝日電視台系列局                   |
| 中京廣域圏     | 中京電視台（CTV）                     | 日本電視台系列局                                     |
| 近畿廣域圏     | 讀賣電視台（ytv）                     | 日本電視台系列局                                     |
| 鳥取縣・島根縣 | 日本海電視台（NKT）                   | 日本電視台系列局                                     |
| 廣島縣         | 廣島縣（HTV）                         | 日本電視台系列局                                     |
| 山口縣         | 山口放送（KRY）                       | 日本電視台系列局                                     |
| 德島縣         | 四国放送（JRT）                       | 日本電視台系列局                                     |
| 岡山縣・香川縣 | 西日本放送（RNC）                     | 日本電視台系列局                                     |
| 愛媛縣         | 南海放送（RNB）                       | 日本電視台系列局                                     |
| 高知縣         | 高知放送（RKC）                       | 日本電視台系列局                                     |
| 福岡縣         | 福岡放送（FBS）                       | 日本電視台系列局                                     |
| 長崎縣         | 長崎国際電視台（NIB）                 | 日本電視台系列局                                     |
| 熊本縣         | 熊本縣民電視台（KKT）                 | 日本電視台系列局                                     |
| 大分縣         | 大分電視台（TOS）                     | 富士電視網系列局／日本電視台系列局                   |
| 宮崎縣         | 宮崎電視台（UMK）                     | 富士電視網系列局／日本電視台系列局／朝日電視台系列局 |
| 鹿兒島縣       | 鹿兒島讀賣電視台（KYT）               | 日本電視台系列局                                     |

## 備註
1. ↑  『AKBINGO!』（日本電視台、新潟電視台）2013年2月6日播放、節目内告知。
2. ↑  播放前的2月1日降格至研究生。

## 相關項目
- 來自櫻花的信 ～AKB48 各自的畢業故事～

## 外部連結
- So long ! 官方網頁（页面存档备份，存于）